# Mes fantaisies
 (juin 2022).
Si vous disposez d'ouvrages ou d'articles de référence ou si vous connaissez des sites web de qualité traitant du thème abordé ici, merci de compléter l'article en donnant les références utiles à sa vérifiabilité et en les liant à la section « Notes et références ».
Albums de Shy'm
Reflets
(2008)
Singles
1. Femme de couleur
Sortie : 15 septembre 2006
2. Victoire
Sortie : 1er février 2007
3. T'es parti
Sortie : 23 avril 2007
4. Oublie-moi
Sortie : 14 septembre 2007
5. Rêves d’enfants
Sortie : 11 décembre 2007

Mes fantaisies est le premier album studio de la chanteuse française Shy'm, sorti le 30 octobre 2006 sous le label Warner Music France. Produit par K.Maro, l’album rencontre un succès commercial notable et lance la carrière de l’artiste, qui s’impose rapidement sur la scène pop et R&B francophone.

## Contexte et production
Shy’m se fait connaître en 2005 grâce à sa collaboration avec K.Maro sur le titre Histoire de luv’. Remarquée pour sa voix et son style mêlant pop et R&B, elle signe avec Warner Music France et commence l’enregistrement de son premier album sous la direction de K.Maro, qui en assure la production et l’écriture aux côtés de son équipe.
L’album est marqué par des sonorités R&B et pop, influencées par des artistes anglophones du genre, tout en restant accessible au grand public.

## Sortie et promotion
L’album est introduit par le single « Femme de couleur », sorti en septembre 2006. Ce titre rencontre un franc succès et devient rapidement un tube en France, en Belgique et en Suisse, atteignant le top 5 des classements français.
D’autres singles suivent :
	•	« T’es parti » (2007), qui confirme le succès de l’album,
	•	« Victoire » (2007), une ballade aux accents mélancoliques,
	•	« Oublie-moi » (2007), qui clôt la promotion du disque.
Une édition digipack collector est paru le 18 mai 2007 avec un DVD et un poster dédicacé.
Grâce à ces singles et à une forte exposition médiatique, l’album se vend à plus de 200 000 exemplaires en France et est certifié double disque d’or.

## Réception critique et publique
Mes fantaisies reçoit des critiques plutôt positives, mettant en avant la voix de Shy’m et la production efficace de K.Maro. Certains reprochent toutefois un manque d’originalité et une influence trop marquée des tendances R&B américaines de l’époque.
Côté public, l’album est un succès commercial et installe Shy’m comme une artiste montante de la scène française.

## Liste des titres
Toutes les chansons sont écrites et composées par Cyril Kamar, Louis Côté, sauf annotation complémentaire.
| 1.  | Shy'm                                                |                                                            | 3:39 |
| 2.  | Femme de couleur                                     |                                                            | 3:36 |
| 3.  | Ta Lady                                              |                                                            | 4:01 |
| 4.  | Sur les dancefloors                                  |                                                            | 3:42 |
| 5.  | Oublie-moi                                           |                                                            | 3:04 |
| 6.  | Pour vous                                            |                                                            | 3:28 |
| 7.  | Le Blues de toi                                      |                                                            | 4:13 |
| 8.  | Mes Fantaisies                                       |                                                            | 3:48 |
| 9.  | T'es parti                                           |                                                            | 3:31 |
| 10. | Tu comprendras                                       |                                                            | 3:43 |
| 11. | Rêves d'enfants                                      |                                                            | 3:52 |
| 12. | Victoire                                             |                                                            | 3:48 |
| 13. | Femme de couleur (Remix) (Feat Neiman) (Titre bonus) | Cyril Kamar, Louis Côté, JP Chalbos, Phil Greiss, DJ Shean | 3:54 |

| 14. | Victoire (Remix)                         | Cyril Kamar, Louis Coté, Sonny Black | 3:28  |
| 15. | Victoire (Clip vidéo)                    |                                      | 3:48  |
| 16. | Femme de couleur (Clip vidéo)            |                                      | 3:36  |
| 17. | T'es parti (Clip vidéo version 1)        |                                      | 3:31  |
| 18. | T'es parti (Clip vidéo version 2)        |                                      | 3:31  |
| 19. | Making Of (Victoire et Femme de couleur) |                                      | 10:28 |

| 14. | Shy'm, en toute intimité (Reportage inédit) | 52:00 |
| 15. | Victoire (Clip vidéo)                       | 3:48  |
| 16. | Femme de couleur (Clip vidéo)               | 3:36  |
| 17. | T'es parti (Clip vidéo version 1)           | 3:31  |
| 18. | T'es parti (Clip vidéo version 2)           | 3:31  |
| 19. | Oublie-moi (Clip vidéo version 1)           | 03:04 |
| 20. | Oublie-moi (Clip vidéo version 2)           | 03:04 |
| 21. | Making Of (Oublie-moi)                      | 05:02 |
| 22. | Galerie Photos                              |       |

## Classement
| Classement (2006) | Meilleure position |
| ----------------- | ------------------ |
| France            | 6                  |
| Belgique          | 19                 |